# Эпизод с дюжиной лазаний
«Эпизод с дюжиной лазаний» (англ. The One with the Dozen Lasagnas) — двенадцатый эпизод 1 сезона сериала «Друзья», транслируемого на канале NBC. Впервые показан 12 января 1995 года.
Росс не хочет узнавать пол своего ребёнка, пока тот не родился, однако все окружающие уже знают, что будет мальчик. Отношения Рэйчел и Пауло рушатся после того, как тот пристаёт к Фиби. Моника делает дюжину лазаний для своей тёти, однако тётя забыла уточнить, чтобы блюдо было вегетарианским.
Данная серия примечательна тем, что в открывающей сцене друзья а капелла напевают мелодию из популярного в своё время телесериала «Странная парочка» (1970).
Эпизод находится на 55-й строчке рейтинга всех 236-ти серий сериала.

## Сюжет
Друзья сидят в центральной кофейне. Росс затягивает песенку, сначала её подхватывает Чендлер, а затем и все остальные. Позже Росс хочет начать новую песню, но Чендлер его останавливает.
В квартире Моники и Рэйчел Росс, Джоуи, Фиби и Чендлер читают книги по материнству. Росс хвастается, что знает о родах и уходе за новорождённым всё: «Закиньте меня в любую утробу без компаса и я найду выход». Фиби вычитывает, что в некоторых странах люди едят плаценту.
Моника возится на кухне с дюжиной лазаний, которые она приготовила для своей тёти Сильвии. Одновременно по телефону тётя кричит на неё, что ей не нужны обычные лазаньи, она не есть мяса и ей нужны были вегетарианские. Монике приходится придумывать куда деть столько еды. Приходят Рэйчел и Пауло. Они собираются в горы Поконо на выходные. Девчонки шепчутся о Пауло: Рэйчел расхваливает Пауло, она уверена, что это настоящие, серьёзные отношения. Параллельно парни тоже обсуждают эту тему: Росс ревнует и переживает, что Рэйчел до сих пор встречается с Пауло.
Чендлер и Джоуи возвращаются в свою квартиру (с противнем лазаньи), Джоуи кидает ключи на обеденный столик и тот ломается. Перед ребятами встаёт вопрос о совместной покупке мебели.
Росс приходит к Кэрол (с противнем лазаньи), чтобы узнать результаты теста амнеотической жидкости. Кэрол сообщает, что всё в порядке и, что она уже знает пол ребёнка. Но Росс не хочет знать, пока малыш не родится. Приходит Сьюзан, она понимает каким будет пол ребёнка и они с Кэрол очень этому рады.
К Фиби на массаж приходи Пауло. Во время сеанса он трогает её за зад, а затем недвусмысленно предлагает ей заняться сексом.
В кафе ребята обсуждают нежелание Росса знать пол ребёнка. Оказывается, его уже знают Кэрол, Сьюзан, Моника, а от неё Джоуи и так далее. Приходит расстроенная Фиби. Пока Рэйчел раздаёт заказы, Фиби рассказывает ребятам о произошедшем на массаже случае. Парни убеждают Фиби всё рассказать подруге.
Джоуи и Чендлер не могоут определиться со столом для кухни: они ссорятся как семейная пара и вспоминают бывшего соседа Чендлера — Кипа. В итоге ребята покупают мини-футбол. При первой же игре Моника обставляет парней.
Фиби приходит к Рэйчел чтобы рассказать о Пауло, та собирает вещи в Поконо. Фиби начинает из далека: сначала она говорит, что друзья для неё всегда на первом месте, затем, что она никогда не врёт, а потом угощает Рэйчел вкуснейшим самодельным овсяным печеньем с изюмом и только после этого говорит о Пауло. Когда появляется Пауло, Рэйчел выгоняет его, а все его вещи выкидывает с балкона. Друзья говорят «пару ласковых» Пауло на прощанье, а Моника всучивает ему противень с лазаньей.
Росс пытается утешить Рэйчел, та говорит, что больше не хочет встречаться с парнями. Росс пытается её переубедить (пытаясь намекнуть на себя) и Рэйчел случайно проговаривается, что у него будет сын. Все радуются.
В полтретьего ночи Моника снова выигрывает у парней в футболе. Они пытаются её выгнать, а она смеётся над их поражениями. Джоуи и Чендлер силой выносят Монику из квартиры и продолжают играть вдвоём.

## В ролях

### Основной состав
- Дженнифер Энистон — Рэйчел Грин
- Кортни Кокс — Моника Геллер
- Лиза Кудроу — Фиби Буффе
- Мэтт Леблан — Джоуи Триббиани
- Мэттью Перри  — Чендлер Бинг
- Дэвид Швиммер — Росс Геллер

### Эпизодические роли
- Джейн Сиббет — Кэрол Уиллик;
- Джессика Хект — Сьзен Банч;
- Козимо Фузко — Пауло;
- Синтия Манн — Жасмин, коллега Фиби.

## Приём
В оригинальном вещании (США) эпизод просмотрело 24 миллиона телезрителей.
Среди всех 236-ти серий шоу данный эпизод занимает 55 место.

## Особенности сценария
- Примечательно, что это 12-я серия сериала и в её названии содержится дюжина (12) лазаний.
- В данной серии можно увидеть открытую кладовку. В одной из будущих серий Чендлер хочет посмотреть, что там, так как понимает, что никогда не видел её открытой.
- Это первый эпизод, где квартиры друзей имеют номера 4 (парней) и 5 (девчонок). До этого эпизода номера были 19 и 20 соответственно.
- В конце серии Фиби ест лазанью, хотя она вегетарианка.
- Вполне возможно, что по телефону, Моника разговаривает с тётей Сильвией, о которой часто идёт речь в сериале, но которая никогда не появлялась в кадре[5].
- В споре Джоуи и Чендлера о Кипе Джоуи говорит, что «знает о нём всё» (англ. Aw, I know all about Kip!). Однако в 5-м сезоне, когда Рэйчел говорит, что будет «следующим Кипом», Джоуи говорит что не знает кто это.[5]
- Фиби говорит Рэйчел что никогда не врёт, однако она соврала Монике о переезде из квартиры, в будущем она врёт Рэйчел, что никогда не была подружкой невесты, врёт агенту Джоуи и ещё много, много раз. Фиби так хороша в обманывании, что однажды учит этому Джоуи.[3]

## Культурные отсылки
- В сцене открытия в кофейне друзья напевают мелодию из заставки сериала 70-х годов «Странная парочка». Интересно, что Мэттью Перри играл в ремейке данного сериала в 2015 году. Партнёром по сериалу является Томас Леннон — актёр, который играет «ручного близнеца» Джоуи в Эпизоде в Вегасе.[3][5] (см. Саундтрек к сериалу)
  - Вторая песенка, которую пытался начать Росс, это заставка к сериалу о женщине-джинне «Я мечтаю о Джинни» (1965).[3]
  - Похожая сцена с мелодией из «Странной парочки» была изображена в фильме Джона Хьюза «Клуб «Завтрак» 1985 года.
- Когда Фиби рассказывает друзьям о Пауло, в разговоре упоминается Ума Турман: «—И как это было? — Еле хватило простыни флагшток прикрыть. —Ууууу... —Что за "Уууу"? (спрашивает Рэйчел) —..ма Турман! Актриса!Точно!Спасибо, Рэйчел!»[6]
- Росс принимает подругу Кэрол — Таню за музыканта Хьюи Льюиса.

## Внешние ссылки
| Предыдущий: Эпизод с госпожой Бинг | список эпизодов сериала «Друзья» | Следующий: Эпизод с грудью |